# 만프레트 망글리츠
만프레트 망글리츠(독일어: 	Manfred Manglitz, 노르트라인-베스트팔렌 주 쾰른 ~)는 독일의 전직 축구 선수로, 현역 시절 골키퍼로 활약했다. 직설적인 망글리츠는 클라우스 피히텔, 베른트 파츠케와 더불어 1971년 분데스리가 승부조작 스캔들에 연루된 선수들 중에 포함되며, 그 결과 독일 축구 연맹으로부터 영구 제명 징계를 받았다. 그에 앞서, 그는 서독 국가대표팀 일원으로 1970년 월드컵에 참가했고, 1965년부터 1970년까지 자국을 대표로 4번 출전했다.